# 波佐利
波佐利是位於義大利坎帕尼亞大區那不勒斯省的一個城市。波佐利是坎皮佛萊格瑞半島上的主要城市。當地有非常多的觀光景點。

## 友好城市
- 希腊Agios Dimitrios （1986年）
- 波蘭什切青 （1993年）
- 西班牙塔拉戈纳 （2003年）

## 外部連結
- www.flegrei.com
- Mapquest - Pozzuoli （页面存档备份，存于）
- Kub Foto Pozzuoli （页面存档备份，存于）
- Tourist Information Pozzuoli （页面存档备份，存于）